# Fasnia
Fasnia ist eine Gemeinde mit 3.066 Einwohnern (Stand: 2024) im Osten der Kanarischen Insel Teneriffa. Sie ist mit der Inselhauptstadt Santa Cruz de Tenerife über  die  Südautobahn TF-1 und über die Carretera General del Sur (TF-28) Santa Cruz de Tenerife–Adeje verbunden.
Die Gemeinde Fasnia hat eine Ausdehnung von 45,1 km² auf einer durchschnittlichen Höhe von 450 m über dem Meeresspiegel.

## Einwohnerentwicklung
| Jahr | Einwohner | Bevölkerungsdichte |
| ---- | --------- | ------------------ |
| 1991 | 2.222     | 49,6 Ew./km²       |
| 1996 | 2.437     | 54,4 Ew./km²       |
| 2001 | 2.404     | 53,5 Ew./km²       |
| 2003 | 2.641     | 58,6 Ew./km²       |
| 2004 | 2.704     | 60,3 Ew./km²       |
| 2005 | 2.671     | 59,6 Ew./km²       |
| 2006 | 2.697     | 60,2 Ew./km²       |
| 2007 | 2.708     | 60,4 Ew./km²       |
| 2014 | 2.846     | 63,1 Ew./km²       |